# Császárvár
Császárvár (horvátul: Cesargrad) egy várrom Horvátországban, Klanjec település határában.

## Fekvése
Klanjec városától északnyugatra, a Szutla völgye fölé magasodó 471 méter magas Cesarsko brdo tetején találhatók tekintélyes romjai.

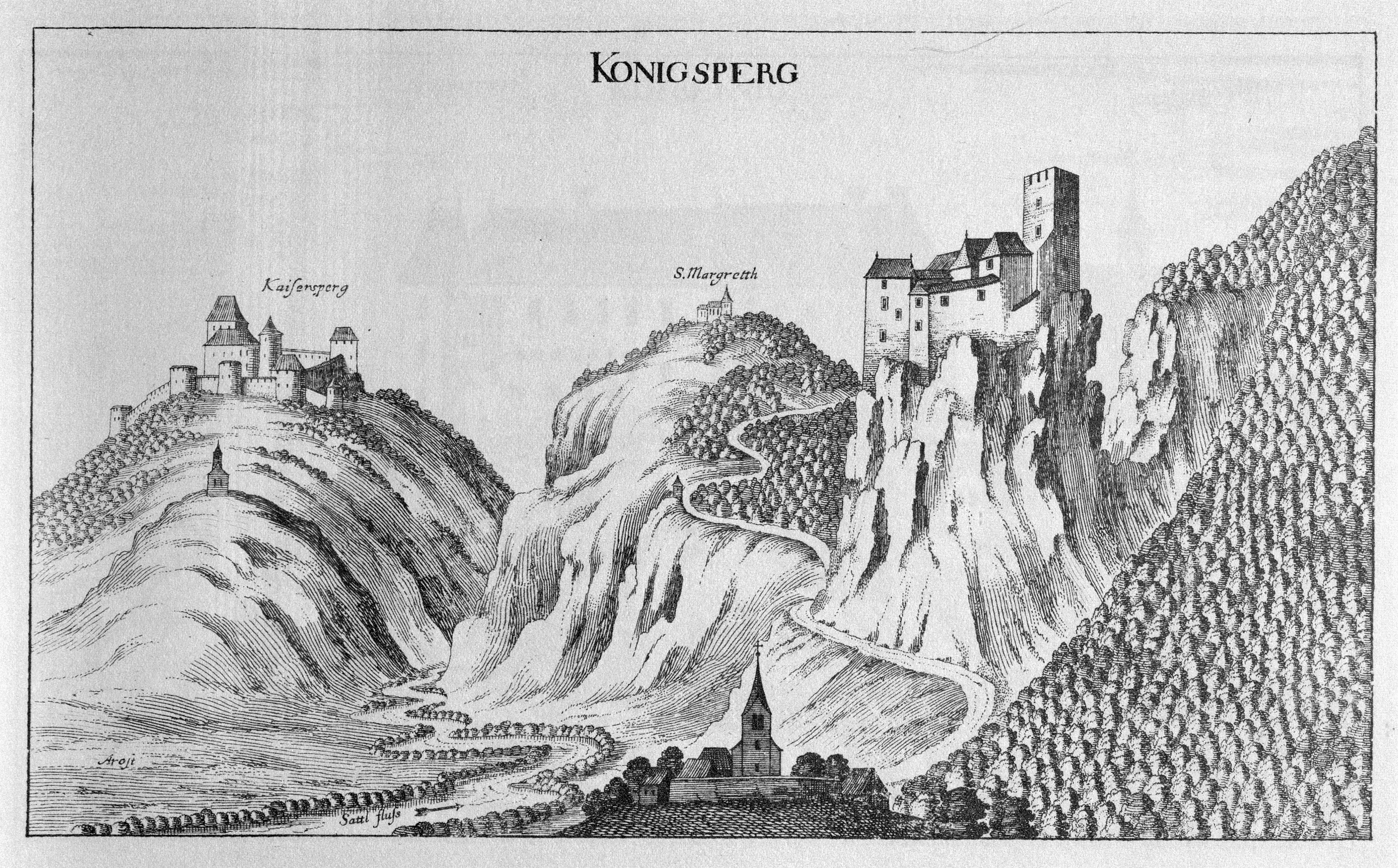
Georg Matthäus Vischer 1681-es metszete a Szutla vidékének várairól

## Története
Császárvárat feltehetően a templomos lovagok építették a 12. vagy a 13. században. 1399-ben említi először oklevél, amikor Luxemburgi Zsigmond király hívének Cillei Hermannak adományozta. A Cilleiek egészen 1456-ig, Ulrik gróf meggyilkolásáig voltak a Zagorje várainak urai. Ezután V. László király Baumkircher András pozsonyi várnagyra bízta a várat, majd Mátyás király 1463-ban királyi adományként neki adta. Leszármazottai birtokolták 1501-ig a család kihalásáig. 1521-ben birtokosa Erdődy Bakócz Tamás lett, akinek örökösei csaknem öt évszázadon át voltak urai. 1573-ban a várat az Ilija Gregorić vezette paraszthadak felgyújtották és a török támadások is maradandó nyomot hagytak rajta. A 16. század végére a vár kényelmetlen lett tulajdonosai számára ezért a török veszély elmúltával a Szutla völgyében új, tágas kastélyt építtettek maguknak, mely a Novi Dvori Cesargradski azaz a Császárvári új kastély nevet kapta. Ezután a várat sorsára hagyták, azóta pusztul.

## A vár mai állapota
Császárvár egyike Horvátország legnagyobb területű várromjainak. Hosszúsága eléri a 225 métert, legnagyobb szélessége pedig a 85 métert. A vár délkelet - északnyugati irányba húzódik. A külső védőfal nyomai alapján a tornyok és segédépületek jól látható maradványai segítségével nagy valószínűséggel még mindig jól  rekonstruálható az egész vár szerkezete abban az állapotban, ahogyan azt utoljára elhagyták.

A vár alaprajza

A várat úgy építették a hegytetőre, hogy három oldalának meredeksége miatt, megközelíteni nagyon nehezen lehetett. Messziről csak felsővár egy része látszódik. A kaputornyon átmenve a vár árkához érünk, amit valaha egy fal is védett. A további behatolás elleni védelmet egy további, négyszögletes torony biztosította. Ezután egy nagyobb épület melletti egyenetlen úton, a felsővárhoz érünk. A felsővár kapuján át jutunk a felsővár udvarára. Innen nyílt a várnak az a része ahol egyedüliként voltak a lakóhelyiségek, míg a további helyiségek a védelem céljait szolgálták. A lakóhelyiségek előtti folyosóhoz egy bástya támaszkodott, ahonnan fal vezetett a kaputorony mögötti toronyig. A felsővár homlokzati része a későbbiekben két bástyával lett megerősítve, melyektől falakat húztak a kaputoronyig, így az egész U alakú terület zárttá vált. A várkápolna a lakóhelyiségek felett az első emeleten volt. A várudvar bozóttal sűrűn benőtt, de a kápolna udvari előteréből jól áttekinthető a belső vár egésze. A vár északnyugati sarkából kitűnően áttekinthető a Szutla völgye és a folyó túloldalán fekvő terület.